# Colombian Classic
El Colombia Classic es un torneo de golf profesional masculino que se realiza en Colombia y forma parte del calendario del PGA Tour Latinoamérica desde 2012.

## Historia
El torneo se jugó por primera vez en el PGA Tour Latinoamérica del 26 de noviembre al 2 de diciembre de 2012 siendo llamado el "Arturo Calle Colombian Coffee Classic Presentado por Avianca" en el Club Campestre de Cali. El ganador inaugural del evento fue Sebastián Fernández.

## Ganadores
| Año                                                   | Ganador                                      | Puntaje                                      | A la altura                                  | Margen de victoria                           | Segundo(s)                                   | Sede                                         | Ref                                          |               |
| Holcim Colombia Classic presentado por Volvo          | Holcim Colombia Classic presentado por Volvo | Holcim Colombia Classic presentado por Volvo | Holcim Colombia Classic presentado por Volvo | Holcim Colombia Classic presentado por Volvo | Holcim Colombia Classic presentado por Volvo | Holcim Colombia Classic presentado por Volvo | Holcim Colombia Classic presentado por Volvo |               |
| ----------------------------------------------------- | -------------------------------------------- | -------------------------------------------- | -------------------------------------------- | -------------------------------------------- | -------------------------------------------- | -------------------------------------------- | -------------------------------------------- | ------------- |
| 2021                                                  | Sam Stevens                                  | 273                                          | −11                                          | 1 trazo                                      | Paul Imondi                                  | Club Campestre de Bucaramanga                | [ 3 ]                                        |               |
| Colombian Classic                                     |                                              |                                              |                                              |                                              |                                              |                                              |                                              |               |
| 2017-20                                               | No se realizó                                | No se realizó                                | No se realizó                                | No se realizó                                | No se realizó                                | No se realizó                                | No se realizó                                | No se realizó |
| 2016                                                  | Andrés Echavarría                            | 276                                          | −8                                           | 2 golpes                                     | Kelvin Day Daniel Zuluaga                    | Club Campestre de Cali                       |                                              |               |
| Volvo Colombian Classic presentado por Arturo Calle   |                                              |                                              |                                              |                                              |                                              |                                              |                                              |               |
| 2015                                                  | Mitch Krywulycz                              | 270                                          | −10                                          | 1 trazo                                      | Jaime clavijo Sebastián Vázquez              | Club Campestre El Rancho                     |                                              |               |
| Arturo Calle Colombian Classic presentado por Avianca |                                              |                                              |                                              |                                              |                                              |                                              |                                              |               |
| 2014                                                  | Nicolás Lindheim                             | 269                                          | −19                                          | 1 trazo                                      | Brad Hopfinger Marcelo Rozo                  | Pueblo Viejo Country Club                    | [ 4 ]                                        |               |
| 2013                                                  | José de Jesús Rodríguez                      | 270                                          | −14                                          | Eliminatoria                                 | Manuel Villegas                              | Club de golf San Andrés                      | [ 5 ]                                        |               |
| Arturo Calle Colombian Coffee Classic                 |                                              |                                              |                                              |                                              |                                              |                                              |                                              |               |
| 2012                                                  | Sebastián Fernández                          | 275                                          | −9                                           | Eliminatoria                                 | José Manuel Garrido                          | Club Campestre de Cali                       | [ 2 ]                                        |               |